# Julia den Yngre (Cæsars søster)
Julia den Yngre (før 100 f.Kr. – 51 f.Kr.) var den yngste af to døtre født i ægteskabet mellem Gaius Julius Cæsar og Aurelia. Hun var en ældre søster til diktatoren Julius Cæsar og mormor til Roms første kejser Augustus.

## Biografi

### Bona Dea-skandalen
Det vides ikke, om det var Julius Cæsars ældste eller yngste søster, der aflagde vidnesbyrd mod Publius Clodius Pulcher, da han retsforfulgt for ugudelighed i 61 f.Kr. Julia og hendes mor gav retten en detaljeret beretning om den affære, han havde haft med Pompeia, Julius Cæsars hustru. Cæsar blev skilt fra Pompeia på grund af skandalen.

### Ægteskab og børn
Julia blev gift med Marcus Atius Balbus, en praetor og kommissær, der kom fra en senatorfamilie af plebejisk status. Julia fødte ham tre (eller, ifølge andre kilder, to) døtre og muligvis en søn ved navn Marcus Atius Balbus. Den næstældste datter var mor til Octavia den Yngre (fjerde hustru til triumviren Marcus Antonius) og til Roms første kejser Augustus.
En anden Atia, som kan have været hendes barnebarn gennem hendes søn (sandsynligvis fra et ægteskab med en Claudia) kan have været gift med Gaius Junius Silanus. Denne Atia var mor til Gaius Junius Silanus, som blev konsul i 10 e.Kr. Sønner af denne konsul var Appius Junius Silanus (konsul i 28), Decimus Junius Silanus (som var involveret i Julia den Yngres vanære) og Marcus Junius Silanus (konsul suffectus i 15).
Balbus døde i 52 f.Kr. og Julia døde et år senere. I en alder af 12 holdt Octavius, hendes yngste barnebarn, den senere kejser Augustus, hendes begravelsestale.